# Iivo Niskanen
Iivo Niskanen (n. 12 ianuarie 1992, Uleåborg, Finlanda) este un schior de fond ce a reprezentat Finlanda, medaliat olimpic. A participat la 3 ediții ale Jocurilor Olimpice (2014, 2018, 2022) în care a câștigat 3 medalii de aur și o medalie de bronz.